# Маринкович, Ранко
Ра́нко Мари́нкович (хорв. Ranko Marinković, 22 февраля 1913, Комижа, Хорватия (тогда Австро-Венгрия), — 28 января 2001, Загреб, Хорватия) — хорватский прозаик, поэт, драматург, эссеист, сценарист, критик и политик, кавалер Большого ордена короля Дмитара Звонимира.

## Биография
Родился на острове Вис, в городе Комижа, там же окончил начальную школу. Среднее образование получил в Сплите и Загребе, в 1931 году поступил на философский факультет Загребского университета, изучал психологию и романские языки и в 1935 года получил диплом. В литературные круги Загреба Маринкович вошел благодаря своим новеллам и пьесам. В конце 1930-х годов его первые прозаические произведения напечатаны в журнале «Печать» Мирослава Крлежи. В марте 1939-го в Хорватском национальном театре в Загребе поставлена его пьеса «Альбатрос». В Сплите во время Второй мировой войны итальянские фашисты арестовали Маринковича и интернировали в лагерь Феррамонте (Калабрия). После капитуляции Италии, в 1943 году он приехал в Бари и оттуда перебрался в синайский лагерь беженцев Эль-Шатт, где наладил связь с партизанами Тито. В 1945 году вернулся на родину и поступил на работу в министерство образования Народной Республики Хорватии. Работал в Государственном издательстве Хорватии. С 1946-го по 1950 год был директором отдела драмы Хорватского национального театра в Загребе. В 1951 году стал профессором Академии театрального искусства, где работал до выхода на пенсию.
В 1948 году вступил в Союз хорватских писателей, а с 1983-го был членом Хорватской академии наук и искусств.
Самые известные его работы — это пьеса «Глория», в которой критикуется Католическая церковь, и «Циклоп» — полуавтобиографический роман. Это произведение с тонкой иронией и черным юмором описывает мрачную атмосферу, в которой жили загребское интеллектуалы перед вторжением войск стран Оси в Югославию. Роман переведен на многие языки. В 1982 году хорватский режиссёр Антун Врдоляк экранизировал «Циклопа», а годом позднее создал телесериал.
Ранко Маринкович известен также работами в кино. Он написал сценарии к трем фильмам — «Голый человек» (1968), «Циклоп» (1982), «Карнавал, ангел и порох» (1990) и телефильма «Глория» (1970).
В конце жизни Ранко Маринкович разделял политические взгляды Франьо Туджмана и был депутатом от Хорватского демократического содружества в городском совете Загреба. В 1965 году Маринкович получил премию белградской газеты «НИН» за роман «Циклоп». В 1965 и в 1975 годах писатель стал лауреатом премии Владимира Назора. В 1995 году стал кавалером Большого ордена короля Дмитара Звонимира. Премией Ивана Горана Ковачича награждены романы «Циклоп» и «Never more».
В 1991 году загребская газета «Večernji list» учредила премию Ранка Маринковича за лучшую и самую короткую новеллу.

### Эссе
- Geste i grimase (1951.)
- Nevesele oči klauna (1986.)